# 턴에이 건담 (모빌슈트)
턴에이 건담(영어: ∀ Gundam, Turn A Gundam, 일본어: ∀ガンダム, ターンエーガンダム)은 TV 애니메이션 《턴에이 건담》 및 그 파생 작품에 등장하는 모빌 슈트(MS)로 분류되는 가공의 유인 조종식 인간형 로봇 병기이다.

## 같이 보기
- 턴에이 건담